# Vacina de ADN
As vacinas de DNA consistem em um plasmídeo de expressão contendo genes que codificam um ou mais antígenos imunogênico de interesse. A inoculação deste plasmídeo no organismo hospedeiro e consequente transfecção das células deste hospedeiro possibilita a produção in vivo dos alvos antigênicos desejados utilizando a própria maquinaria celular. Uma vez que esses plasmídeos recombinantes estiverem dentro da célula hospedeira o gene alvo será transcrito, processado e apresentado pelas células apresentadoras de antígenos (APCs), podendo estimular uma resposta imune celular e humoral. Vacinas de DNA têm sido aplicadas contra uma diversidade de agentes patogênicos bem como contra antígenos tumorais

## Histórico de vacinas
O desenvolvimento das vacinas levou a impactos na ciência e prevenção de doenças infecciosas, abrindo novos campos nas áreas de imunologia, biologia molecular e saúde pública. Os primeiros relatos sobre a técnica da variolação, onde lesões de varíola eram usadas para transmitir a infecção de forma mais branda e gerar proteção, datam de longo tempo, na Ásia. A ideia é similar ao uso de pequenas quantidades de veneno para evitar seus efeitos tóxicos

Mas foi somente no século 18 que a prática da variolação se tornou mais aceita e segura. Nas comunidades rurais do Reino Unidos já havia o conhecimento de que pessoas que contraíam a varíola bovina, cowpox, que não levava a morte, adquiriam resistência à varíola humana. Em 1796, o médico inglês Edward Jenner inoculou um menino de 8 anos com matéria da lesão de cowpox. Tal criança desenvolveu a doença de forma branda, com lesões, o que indicou que a infecção ocorreu. Algumas semanas depois, Jenner inoculou este mesmo menino com material retirado da pústula de varíola humana e este não desenvolveu a doença, confirmando a proteção produzida pela variolação. O conceito de vacina foi então introduzido.

Um século depois surgiu o termo vacina por Louis Pasteur. Pasteur inoculou culturas velhas da bactéria Pasteurella multocida, o agente causador de cólera em galinhas, nestes animais. A seguir, ele desafiou esses animais com o microrganismo virulento e eles sobreviveram. Ele denominou essa técnica de vacinação em homenagem a Edward Jenner. Além disso, Pasteur já vinha realizando pesquisas sobre atenuação do vírus da raiva quando um menino de 9 anos mordido por um cão raivoso apareceu para seus cuidados. Pasteur então injetou material contaminado retirado da medula de um coelho, aplicando 12 doses consecutivas com a cepa atenuada e observou que o menino não desenvolveu a doença.

Desde então diversas metodologias de vacinação foram avaliadas e muitas vacinas diferentes foram desenvolvidas, como a vacina contra a tuberculose, febre amarela, poliomielite, entre outras. Ao longo da história das vacinas, foi estabelecida uma classificação de acordo comas estratégias de preparo dos antígenos alvos. Assim, as primeiras vacinas desenvolvidas, que foram constituídas do agente patogênico integro atenuado ou submetido a métodos de inativação constituem as vacinas de primeira geração.

O desenvolvimento de novas tecnologias, como a cultura de células e sua utilização para o crescimento viral, facilitaram o estudo de novas metodologias vacinais. Enders, Weller e Robbins foram os pioneiros ao mostrar essas aplicações e logo o seu uso para o desenvolvimento de vacinas. Uma outra descoberta do século XIX foi que a imunogenicidade em bactérias pode ser mantida quando tratadas com calor ou quimicamente. Isso também foi utilizado para o desenvolvimento de vacinas bacterianas por Salmon e Smith. As primeiras a serem feitas deste modo foram contra febre tifoide, peste e a cólera. No século XX, a inativação química também pode ser utilizada para vírus, sendo a vacina contra a gripe a primeira a ser produzida. No entanto, apesar do sucesso e da grande repercussão na época, sabemos que no caso das vacinas vivas atenuadas, existe o risco da soroconversão.

Foi a bacteriologia que abriu o campo para o desenvolvimento das vacinas de segunda geração, ou vacinas de subunidades, ao se observar que a cápsula polissacarídica de algumas bactérias era capaz de ser reconhecida por anticorpos e levar à fagocitose. A primeira vacina com este princípio foi contra pneumococos. Assim começaram a purificar proteínas de forma parcial ou total para utilização em vacinas. Nas últimas décadas, as técnicas de biologia molecular, tiveram importante papel na construção das vacinas de segunda geração, a partir da expressão e purificação de subunidades proteicas com potencial imunogênico. Essas vacinas foram denominadas vacinas de subunidade

Com o avanço dos conhecimentos em biologia molecular, biologia celular e imunologia, novas estratégias foram desenvolvidas, permitindo o advento das vacinas de terceira geração ou vacinas de DNA. Diferente das demais gerações, este tipo de tecnologia utiliza genes ou fragmentos de genes com potenciais imunogênicos inseridos em plasmídeos de expressão eucariótica, para inoculação em um indivíduo, em vez de inocular diretamente o antígeno.

### O surgimento das vacinas de DNA
A tecnologia das vacinas de DNA teve seu início em 1990, quando Wolff e colaboradores inocularam camundongos, pela via intramuscular, com plasmídeos de expressão contendo genes marcadores que codificavam as proteínas cloranfenicol acetil transferase, luciferase e β-galactosidade. Este estudo demonstrou que as células musculares destes animais foram capazes de sintetizar as proteínas recombinantes codificadas por esses plasmídeos. A seguir, Tang e colaboradores usaram uma pistola para inserir um plasmídeo recombinante contendo o gene do hormônio de crescimento humano (hGH) em camundongo o que foi capaz de induzir uma resposta imune específica contra a proteína codificada por esse gene.  Os autores também constataram que a técnica foi capaz de gerar anticorpos contra a proteína recombinante sintetizada. O surgimento das vacinas de DNA não veio de uma hora para outra, várias técnicas foram aprimoradas e incorporadas à metodologia, como o uso de promotores virais para o aumento da expressão gênica, melhoria e estabilidade do RNAm, adição de adjuvantes imunológicos e novos métodos de inserção deste material nas células do organismo hospedeiro. Todas essas metodologias quando combinadas otimizam a produção do antígeno e a resposta imunológica induzida pelas vacinas de DNA. Os artigos científicos iniciais avaliaram a resposta imune em modelos animais imunizados com uma ampla gama de antígenos de patógenos, como Herpesvírus, hepatite B, HIV, influenza, entre outros. Os resultados promissores levaram aos ensaios clínicos em seres humanos. O objetivo destes ensaios são demonstrar a segurança, tolerabilidade e o potencial protetor da resposta imune gerada por essas vacinas.

## Formas de Administração das Vacinas de DNA
Para garantir a expressão do antígeno de interesse de forma satisfatória e para que haja o desencadeamento da reposta imunológica do hospedeiro é fundamental que o DNA seja entregue às células do hospedeiro e transportado ao núcleo celular de forma eficiente. Ainda hoje, uma das grandes dificuldades de utilização das vacinas de DNA é a transferência ineficiente do plasmídeo de DNA para os núcleos de células de mamíferos in vivo. A injeção intramuscular de DNA nu (”naked DNA”) tem se mostrado eficaz em modelo animal, porém os resultados obtidos em estudos iniciais com primatas não humanos e estudos clínicos não foram satisfatórios, mesmo utilizando altas doses de plasmídeo. Várias estratégias vêm sendo desenvolvidas para superar estes problemas. Uma delas é a utilização de diferentes vias de inoculação da vacina de DNA. Inicialmente, os estudos utilizaram o bombardeamento das células com partículas de ouro envoltas por DNA (gene-gun) ou inoculação intramuscular. Desde então, novos métodos físicos de administração vêm sendo pesquisados.

De acordo com a via de administração, o plasmídeo de DNA pode ser inoculado na pele ou no músculo. Enquanto  a administração do DNA pela via intramuscular leva à produção da proteína codificada pelo plasmídeo pelas células musculares durante meses, a via intradérmica induz maior imunogenicidade, devido à presença de células apresentadoras de antígenos em grande quantidade na pele, como as células de Langehans na epiderme e células dendriticas na derme. Outros métodos físicos de inoculação estão em teste, como por exemplo o jet-injector e a tatuagem intradérmica (DNA tatooing).

### Principais vias de inoculação das vacinas de DNA

#### Vias intradérmica e intramuscular
A administração das vacinas de DNA pela via intramuscular foi uma das primeiras a ser utilizada, principalmente em função da facilidade e simplicidade do método, o que permitiria seu uso em larga escala. Entretanto, de acordo com a via de administração utilizada para a inoculação dos plasmídeos obtemos níveis de expressão dos antígenos diferentes, tal fato sugere que quantidade e características das células transfectadas interferem neste processo. Tanto a via intramuscular, quanto a intradérmica promovem uma liberação do DNA plasmideal  no meio extracelular, onde sua maior parte é degradada rapidamente por nucleases. Dessa forma, estudos que avaliaram essas vias, relatam a necessidade de uma concentração de DNA pela via intramuscular 100 vezes maior que o sistema gene gun para proporcionar uma resposta imune equivalente.

#### Gene Gun
Esta técnica, também conhecida como biobalística, utiliza microesferas de ouro envoltas em DNA que são bombardeadas através da pele. Dessa maneira, o DNA chega diretamente no citoplasma celular, diferentemente das administrações intradérmicas e intramusculares com agulha em que o DNA é liberado no espaço extracelular. Este técnica utiliza uma quantidade menor de plasmídeos de DNA se comparada às injeções de DNA clássicas. Em um estudo comparando a técnica de gene-gun com injeção intradérmica direta, em modelo murino e aviário, utilizando uma vacina contra Influenza, foi necessária uma quantidade 250-2500 vezes menor de DNA quando gene gun foi utilizado. No entanto, devido às limitações da técnica, esta não está mais sendo utilizada para estudos em humanos.

#### Eletroporação
Esta técnica tem se destacado para uso em animais. Ela consiste na estimulação elétrica do tecido muscular, após a injeção de plasmídeos de DNA pela via intramuscular ou intradérmica com objetivo de permeabilizar as membranas das células de forma transitória e assim melhorar a eficiência da transfecção. Esta técnica induz a produção de citocinas pró-inflamatórias e aumenta a migração de células T e apresentadoras de antígenos. É descrito que a eletroporação aumenta à eficácia das vacinas de 10-1000 vezes.. Os pontos negativos da eletroporação consistem em dor e desconforto do próprio procedimento, os dispositivos ainda pesados e com custo elevado e a dificuldade da aplicação intramuscular em indivíduos obesos. Relata-se que o desconforto da eletroporação intradérmica é menor do que a intramuscular, entretanto ainda precisa-se avaliar sua viabilidade para uso em vacinas profiláticas. Atualmente, a eletroporação  in vivo tem sido amplamente utilizada em ensaios clínicos.

#### Jet-injector
Este método trata-se de inoculação do plasmídeo de DNA sem utilizar agulhas, como por exemplo o Biojector® (Bioject Medical Technologies, EUA).  Nesta técnica, uma solução contendo o DNA plasmidial é pulverizada através da pele com o objetivo de transfectar células de Langerhans diretamente. Os estudos existentes com primatas não humanos comparando o Biojector® com a seringa convencional não relataram aumento da imunogenicidade. Outros ensaios clínicos vêm sendo desenvolvidos, assim como outros dispositivos de administração intradérmica sem agulha.

#### Tatuagem intradérmica
Esta técnica se baseia na estratégia de que se os plasmídeos de DNA fossem introduzidos na pele por uma múltiplas injeções, em vez de uma única, haveria uma resposta imunológica mais eficiente. Dessa forma, o DNA é entregue para a camada epidérmica da pele por milhares de injeções usando um dispositivo de tatuagem que foi denominado tatuagem de DNA (DNA tattooing). Após a tatuagem, relata-se uma expressão de antígeno 10 a 100 vezes menor e de duração mais curta que a obtida pela inoculação intramuscular. Porém a apresentação do epítopo codificado pela vacina  para as células T CD8+ foi nitidamente melhor. Esse fato poderia ser explicado pela característica da pele ser mais rica em células apresentadoras de antígenos que o músculo. Além disso, o procedimento de tatuagem levaria a uma maior agressão local resultando na liberação de mais citocinas que uma única injeção intramuscular ou intradérmica, atuando assim como uma espécie de adjuvante.

#### Via mucosa
Esta via tem grande vantagem, uma vez que vários patógenos utilizam a mucosa como porta de entrada no organismo hospedeiro. Por esse motivo, vários adjuvantes, e sistemas de distribuição foram avaliados para a imunização por essa via, incluindo os sistemas de entrega mediada por partículas, lipossomas, bactérias como carreadores, entre outros.
Além da avaliação de diferentes vias de inoculação das vacinas de DNA, outras metodologias vêm sendo desenvolvidas e testadas visando aumentar a imunogenicidade destas vacinas. Alguns grupos direcionam o DNA para células alvo, como por exemplo para as células dendríticas, que são excelentes APCs. Uma abordagem muito promissora é o “prime-boost” heterólogo, em que o animal recebe duas vacinas diferentes usando o mesmo antígeno: uma dose com a vacina de DNA e outra dose com um outro tipo de vacina, como por exemplo, vacinas que utilizam vetores virais ou vacinas de subunidade.  Uma outra abordagem é a utilização de bactérias como carreadores da vacina de DNA, já que com essas há um direcionamento para células específicas e a ativação de receptores de padrões moleculares associados a agentes patogênico.

## Vantagens e Desvantagens das Vacinas de DNA
As vacinas de DNA são uma abordagem bastante promissora como alternativa às vacinas clássicas.  Entretanto, estudos ainda são necessários de forma a garantir uma maior segurança para a sua utilização.  As principais vantagens e desvantagens das vacinas de DNA são descritas nas tabelas a abaixo:
| Vantagens       | |
| --------------- | --- |
| Desenho         | - Sequências podem ser rapidamente clonadas e modificadas. - Altamente flexível, podendo codificar vários tipos de proteínas: antígenos virais ou bacterianos, proteínas imunoreguladoras |
| Produção        | - Produção e formulação rápidas - Reproduzível em larga escala de produção - Produção barata e fácil                                                                                      |
| Segurança       | - Não reverte para forma virulenta, diferente das vacinas atenuadas. - Não foram observados efeitos adversos significativos em quaisquer dos ensaios clínicos analisados                  |
| Estabilidade    | - Estável a temperatura ambiente - Longo tempo de armazenamento |
| Mobilidade      | - Fácil estocagem e transporte - Não necessitam de cadeia de frio. |
| Imunogenicidade | - A indução de resposta imune celular (células T) e humoral (células B) específicas aos antígenos testados                                                                                |

| Problemas e Riscos – Segurança                             | |
| ---------------------------------------------------------- | --- |
| Integração ao DNA celular                                  | - A integração poderia causar mutagênese de inserção, instabilidade cromossômica ou ativação/inativação de genes supressores de tumor. Não foi detectável em níveis relevantes → abaixo da frequência de mutação espontânea. Contudo vetores modificados ou métodos para aumentar a imunogenicidade (adjuvante e transfecção) poderiam aumentar as chances de integração. Assim, há necessidade de mais estudos                                                                             |
| Resposta autoimune (DNA)                                   | - A introdução do DNA plasmidial poderia levar ao desenvolvimento de doenças autoimunes. Estudos pré-clínicos em primatas não humanos e humanos não detectaram aumento de anticorpos anti-DNA ou anti-núcleo |
| Resistência a antibióticos                                 | - O processo de produção das vacinas de DNA envolve a seleção de bactérias que contêm o plasmídeo recombinante usando resistência a antibióticos, que é conferida por um gene presente neste plasmídeo. Sendo que alguns plasmídeos contêm gene de resistência à canamicina, um antibiótico pouco usado no tratamento de infecções em humanos. Estratégias alternativas estão sendo desenvolvidas substituindo a seleção com antibiótico por outros tipos de seleção para o uso em humanos. |
| Baixa imunogenicidade em humanos e animais de grande porte | - Os plasmídeos de DNA de primeira geração promoveram níveis baixos de resposta de células T e B e memória celular em humanos e primatas não humanos de grande porte. Entretanto, novas formulações de adjuvantes, sistemas de liberação de DNA, e sistema “prime-boost”estão em desenvolvimento para melhorar essa resposta. |

## Vacinas aprovadas
Atualmente existem vários estudos focados no desenvolvimento de novas vacinas DNA. Um levantamento realizado em 2014 sobre os ensaios clínicos de vacinas de DNA para uso em humanos indicou que a maioria dos esforços vem sendo em vacinas contra câncer (48%) ou o HIV (20%), o restante distribuído em vacinas para hepatite B e hepatite C, gripe e Papilomavírus Humano (HPV), entre outras.

Até 2015, foram licenciadas quatro vacinas de DNA para uso veterinário:
1. Contra o vírus do Nilo Ocidental (WNV) em cavalos, desenvolvida pelo Center for Disease Control and Prevention and Fort Dodge Laboratories, licenciada em 2005 nos Estados Unidos, visando a proteção contra a doença.[31]
2. Contra o vírus da necrose hematopoética infecciosa em salmão, desenvolvida pela Novartis, licenciada em 2005 no Canadá, visando a melhorar o bem-estar animal e aumento da quantidade e qualidade dos alimentos.[31]
3. Tratamento do melanoma em cães (neoplasia maligna), desenvolvida pela Merial, com licença condicional nos Estados Unidos desde 2007, visando o tratamento de formas agressivas de câncer de boca, leito ungueal, coxins plantares ou de outras áreas como uma alternativa à radiação e cirurgia.[31]
4. Terapia relacionada à liberação hormonal do fator de crescimento em suínos, desenvolvida pela VGX Animal Health, licenciada em 2007 na Austrália, visando o aumento do número de leitões desmamados, diminuindo significativamente mortalidade e morbidade perinatal.[31]